# Харакоз, Дмитрий Петрович
Дмитрий Петрович Харакоз (7 июля 1949, Фрунзе — 2 августа 2012, Пущино) — советский и российский биофизик, доктор физико-математических наук, профессор.

## Биография
В 1973 г. окончил  биологический факультет Московского университета по специальности «биофизика». В 1973—1990 гг. работал в Институте биологической физики АН СССР.
С 1990 г. — ведущий научный сотрудник, заведующий лабораторией физической биохимии (с 2005 г.) Института теоретической и экспериментальной биофизики РАН (Пущино).
С 2002 года по совместительству — профессор кафедры медицинской и биологической физики Фармацевтического факультета Московской медицинской академии им. И. М. Сеченова.

### Семья
Отец — Пётр Иванович Харакоз (1906—1996), методист, языковед.
Мать — Ольга Михайловна Харакоз (1923—2005) — учитель русского языка и литературы.
Жена — Любовь Харакоз; дети — сын, дочь — Зоя Харакоз.

## Научная деятельность
Основные направления исследований:
- физика белка
- физические механизмы и физиологическая функция фазовых переходов в биологических мембранах
- механизмы синаптической передачи
- физиология терморегуляции
- механизм общей анестезии
- физиология сна — сформулировал новую концепцию в физиологии сна, согласно которой восстановительная функция сна состоит в очистке мембран синаптических окончаний «методом перекристаллизации»[4].

Автор более 90 научных работ.

### Избранные труды
- Харакоз Д. П. Исследование сжимаемости белков и аминокислот в растворе акустическим методом : Автореф. дис. … канд. биол. наук. — Пущино, 1984. — 16 с.
- Харакоз Д. П. Исследование состояния и фазовых переходов белковых молекул и липидных мембран по измерениям объема и сжимаемости растворов : Автореф. дис. … д-ра физ.-мат. наук. — Пущино, 1995. — 38 с.
- Харакоз Д. П. О возможной физиологической роли перехода «жидкое-твёрдое» в биологических мембранах // Успехи биологической химии. — 2001. — Т. 41. — С. 333—364.
- Харакоз Д. П. Температура мозга и сон // Журн. высшей нервной деятельности. — 2013. — Т. 63, № 1. — С. 113—124.
- Харакоз Д. П., Сизоненко Т. О., Галимова М. Х. Кинетическая решеточная модель фазового перехода между твердым и жидким состояниями липидной мембраны: калибровка и физиологические следствия модели // Биофизика. — 2011. — Т. 56, № 5. — С. 813—820.
- Kharakoz D. P. Phase-transition-driven synaptic exocytosis: A hypothesis and its physiological and evolutionary implications // Biosci. Rep. — 2001. — Vol. 21, N. 6. — P. 801—830.
- Kharakoz D. P. Puzzles of cell and animal physiology in view of the chainordering transition in lipid membrane. // Phase-transitions in Cell Biology / Ed. by G. H. Pollack and W. C. Chin. — Springer, 2008. — P. 73-93.
- Kharakoz D. P. Single-frequency ultrasonic measurement of kinetic constants and volume and compressibility effects of the proton-transfer reaction in aqueous solutions // J. Acoust. Soc. Amer. — 1992. — Vol. 91. — P. 287—289.
- Kharakoz D. P., Colotto A., Lohner C., Laggner P. Fluid-gel interphase line tension and density fluctuations in dipalmitoyl phosphatidylcholine bilayers : An ultrasonic study // J. Phys. Chem. — 1993. — Vol. 97. — P. 9844-9851.
- Kharakoz D. P., Panchelyuga M. S., Tiktopulo E. I., Shlyapnikova E. A. Critical temperatures and a critical chain length in saturated diacylphosphatidylcholines: Calorimetric, ultrasonic and Monte Carlo simulation study of chain melting/ordering in aqueous lipid dispersions // Chem. Phys. Lipids. — 2007. — Vol. 150, N. 2. — P. 217—228.
- Kharakoz D. P., Shlyapnikova E. A. Thermodynamics and kinetics of the early steps of solid-state nucleation in the fluid lipid bilayer // J. Phys. Chem. B. — 2000. — Vol. 104, N. 44. — P. 10368-10378.

патенты
- Сарвазян А. П., Харакоз Д. П. Устройство для измерения коэффициента поглощения ультразвука. — А. с. 665260.[5]
- Сарвазян А. П., Харакоз Д. П. Устройство для измерения коэффициента поглощения и скорости распространения ультразвука. — А. с. 665960.[6]